# 吉原宿
座標: 北緯35度9分44.585秒 東経138度41分15.795秒 / 北緯35.16238472度 東経138.68772083度

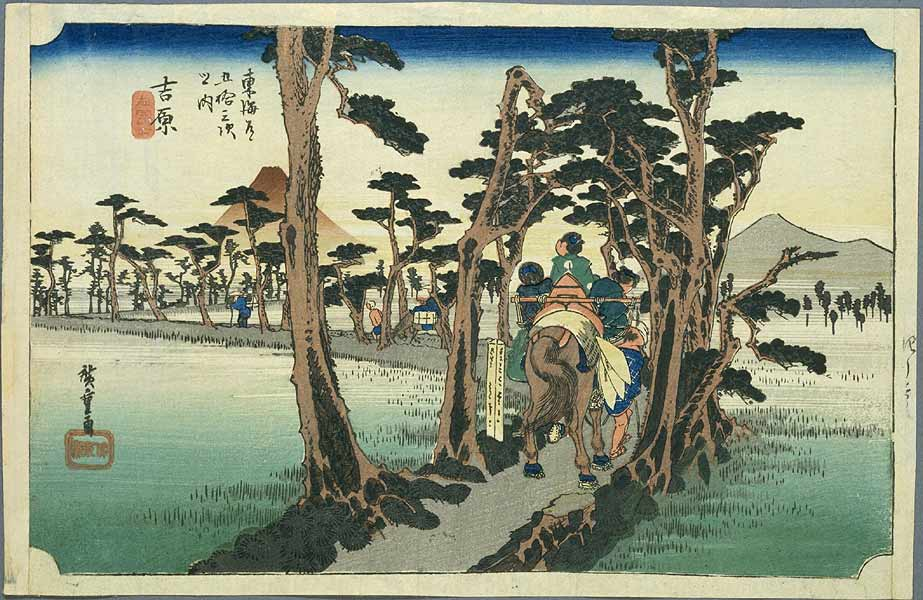
歌川広重『東海道五十三次・吉原』

吉原宿（よしわらしゅく、よしわらじゅく）は、東海道五十三次の14番目の宿場である。現在の静岡県富士市に位置する。
陸上交通や水運の拠点であったほか、富士参詣の宿駅としても機能した。

## 概要
吉原宿は当初現在のJR吉原駅付近にあった（元吉原）が、1639年（寛永16年）の高潮により壊滅的な被害を受けたことから、再発を防ぐため内陸部の現在の富士市依田原付近に移転した（中吉原、現在の八代町付近）。しかし1680年（延宝8年）8月6日の高潮により再度壊滅的な被害を受け、更に内陸部の現在の吉原本町（吉原商店街）に移転した。このため原宿 - 吉原宿間で海沿いを通っていた東海道は吉原宿の手前で海から離れ、北側の内陸部に大きく湾曲する事になり、それまで（江戸から京に向かった場合）右手に見えていた富士山が左手に見えることから、"左富士"と呼ばれる景勝地となった。往時は広重の絵にあるような松並木であったが、現在は1本の松の木が残るのみである。

## 生贄郷
吉原宿一帯は「生贄郷」と呼ばれていた。駿河国の地誌『駿河志料』には、以下のようにある。
稚贄屯倉此地より吉原驛に至り、里俗生贄郷と称す、古への稚贄屯倉の地なるべし（中略）近世吉原驛此地など生贄郷と称し、池贄と書けり
このように吉原驛（吉原宿）周辺は生贄郷と呼称されていた。また吉原宿は能「生贄」の舞台の地でもあり、その謡曲には以下のようにある。
昔よりこのかた吉原の宿に、今夜泊まりたる旅人は、何れも今日の生贄の御神事に御会い候ぞとよ
駿州富士の郡下方の郷、大蛇の御池にして、贄の少女を供へ奉る所なり
この「大蛇の御池」は三股淵のことである。また地誌『駿国雑志』には以下のようにある。
下総国下河辺庄古河より都へ登るあち（註:阿字）と云女あり。此宿（註:吉原宿）に泊りけるを、土民捕へて牲にせんとす
このように吉原宿は人身御供と関連して多く言及されている。

## 最寄り駅
JR東海道本線・岳南電車岳南線 吉原駅又はジヤトコ前駅、吉原本町駅

## 隣の宿場
東海道
原宿 - 吉原宿 - 蒲原宿